# 王儀 (嘉靖進士)
王儀（1487年—1558年），字克敬，號肅菴，直隸順天府文安縣（今河北省文安縣）人，明朝政治人物，嘉靖初年進士。官至都察院右副都御史。

## 生平
正德二年（1507年）顺天府乡试第九十八名举人，嘉靖二年（1523年）癸未科会试第一百十八名，三甲二十三名進士，授直隸靈璧縣知縣，調任嘉定縣知縣。嘉靖七年（1528年），升貴州道監察御史、巡按陝西。期間悉數奪回秦府豪占民產并歸還百姓，之後彈劾陝西布政使胡忠。久之，巡按河南，其與巡撫吳山上奏彈劾趙府輔國將軍朱祐招亡命殺人，朱祐被奪爵禁錮。
升任蘇州府知府。朱祐上奏誣陷攻擊都御史毛伯溫因私詆毀，并稱“為臣曾建議設醮祈皇嗣，被知府王天民嘲笑”，世宗相信此言，免王儀、毛伯溫職位，并下王天民入獄。朱祐不久竟然恢復爵位，王儀被除名，毛伯溫、吳山、王天民均得罪。王儀離開蘇州府時，百姓走在闕下乞留，世宗不許。不久因舉薦，升任撫州府知府。蘇州府百姓數次請求王儀還任，經巡撫侯位上報，終於獲批。王儀在蘇州進行土地調整、改變賦稅設置，不久因治理排名知府第一，嘉靖十九年（1540年）進山東副使，治飭蘇、松、常、鎮兵備。當時巡撫歐陽鐸進行均田賦稅，王儀於是輔佐并推廣其方法。后因操江王學夔討賊失敗，王儀連坐被停俸戴罪。不久，升爲山西右參政，寇軍抵達清源城時，王儀大開城門，敵軍懷疑而逃去。此後王儀築城郭，積糗糧。
嘉靖二十一年（1540年），升任右僉都御史，巡撫宣府，率總兵官郤永等擊退蒙古入侵龍門，晋升右副都御史。因寇亂入萬全右衞，而被奪俸二級，二十四年三月考察拾遗，降一级听调。二十七年六月降授陕西肅州兵備副使，協巡撫楊博送哈密遺種於境外。稍遷陕西右參政，二十九年六月復拜右僉都御史，巡撫甘肅。未行時，俺答汗入犯京師，詔王儀馳援鎮守通州。仇鸞部卒掠奪民財，王儀逮捕笞打，枷于市門外。仇鸞訴於世宗，王儀被逮訊斥為民，家居九年去世，享年七十二。隆慶初年，子王緘訟冤，復官賜卹。著有《吴中田赋录》。

## 墓葬
王儀墓在文安城北十八里，有中允固安楊維聰所作墓誌。1984年出土，其墓已保護性發掘。

## 家族
曾祖王表。祖父王能，主簿。父王賢，義官。母封氏。永感下，兄价，義官；傑；弟相、倫、宗堯、宗舜、王楫。王仪七子：王绾、王绅、王络、王缄、王練、王絲、王緼。女婿杨文禫，楊維聰第四子。
第四子王緘，隆慶進士，官至山西按察使，分巡遼陽。

## 延伸阅读
[在维基数据编辑]
 《國朝獻徵錄·卷之六十二》，出自焦竑《國朝獻徵錄》
 《明史卷二百〇三》，出自《明史》

## 外部連結
- 從古墓挖掘中走進王儀與王楫 《文安文史資料》第十

| 官衔          | 官衔                                                       | 官衔          |
| ------------- | ---------------------------------------------------------- | ------------- |
| 前任： 蔡复元 | 直隸蘇州府嘉定县知县 嘉靖五年－嘉靖七年 （1526年－1528年） | 繼任： 陈亶   |
| 前任： 李珣   | 明朝苏州府知府 嘉靖十二年                                  | 繼任： 王鴻漸 |
| 前任： 王鴻漸 | 明朝苏州府知府 嘉靖十五年-十八年                           | 繼任： 馬敭   |